# Ramón Carrizales
Ramón Alonso Carrizales Rengifo (Zaraza, Guárico, 8 de novembro de 1952) é um político e militar venezuelano que já ocupou diversos cargos na administração de Hugo Chávez, inclusive o de Vice-presidente da República Bolivariana da Venezuela, ocupando essa posição de janeiro de 2008 até janeiro de 2010, substituindo Jorge Rodríguez e sendo substituído por Elías Jaua, além disso é o Ministro do Poder Popular para a Defesa desde 4 de março de 2009. Ele é um coronel aposentado do exército, se formou na Academia Militar da Venezuela, em 5 de julho de 1974, a promoção, "Major General (Ex) Jose Ignacio Pulido" com um Bacharelado em Artes e Ciências Militares. É casado com Yubirí Ortega (também ministra durante o governo de Chávez) e tem 3 filhos.
Desde 2000 tem ocupado cargos designados pelo governo, como a presidência executiva da Fundação Fundo Nacional do Transporte Urbano (Fontur), a qual assumiu nesse mesmo ano quando substituiu Jorge Garrido.
Posteriormente, em março de 2004, Carrizales Rengifo foi nomeado o ministro da Infraestrutura, logo que o governador do estado Miranda, Diosdado Cabello abandonara o cargo com vista nas eleições regionais desse mesmo ano. A partir dessa liderança, foi impulsionada a chamada "Missão Casa", a construção das linhas 3 e 4 do Metrô de Caracas e dos metros de Los Teques, Valencia e Maracaibo, para além de trecho Caracas-Cua do Sistema Ferroviário Nacional.